# 柴刈村
柴刈村（しばかりむら）は、福岡県浮羽郡にあった村。現在の久留米市の一部。

## 地理
耳納山地の北、筑後川の左岸に位置していた。
- 河川：古川[1]

## 歴史

### 沿革
- 1889年（明治22年）4月1日 - 町村制の施行により、竹野郡 恵利村、八幡村（一部、字中洲を除く）、朝森村、菅原村が合併して村制施行し、柴刈村が発足[1][2]。
- 1896年（明治29年）4月1日 - 郡の統合により浮羽郡に所属[1][3]。
- 1909年（明治42年）- 柴刈信用購買組合設立[1]
- 1915年（大正4年）- 恵利・朝森の耕地整理を実施[1]。
- 1951年（昭和26年）4月1日 - 浮羽郡川会村と合併し筑陽村を新設して廃止された[1][2]

### 地名の由来
『和名類聚抄』に記され、菅原村に残っていた名称による。